# 尼德河畔桑里
尼德河畔桑里（法語：Sanry-sur-Nied，法語發音：[sɑ̃ʁi syʁ nje]）是法国摩泽尔省的一个市镇，位于省会梅斯东南大约10公里，属于梅斯区。

## 地理
尼德河畔桑里（49°3'10"N, 6°20'38"E）面积4.81 平方千米，位于法国大東部大區摩泽尔省，该省份为法国东北部内陆省份，是洛林的一部分，西南接默尔特-摩泽尔省，东临下莱茵省，北与卢森堡和德国接壤。
与尼德河畔桑里接壤的市镇（或旧市镇、城区）包括：奥布、巴宗库尔、尼德河畔库尔塞勒、拉克内克西、勒米、迈兹鲁瓦、庞日、索尔贝。

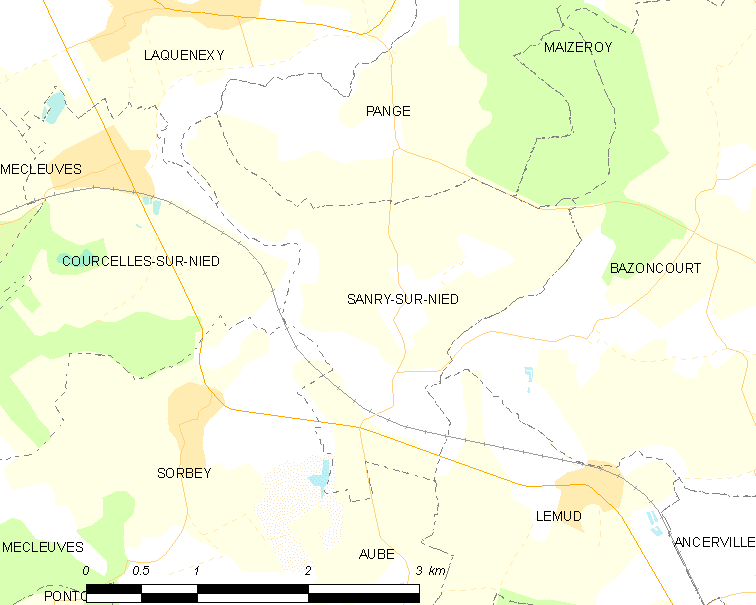
尼德河畔桑里的OSM定位图

尼德河畔桑里的时区为UTC+01:00、UTC+02:00（夏令时）。

## 行政
尼德河畔桑里的邮政编码为57530，INSEE市镇编码为57627。

## 政治
尼德河畔桑里所属的省级选区为梅斯地区县。

## 人口

1962-2008年间尼德河畔桑里人口变化图示

尼德河畔桑里于2022年1月1日时的人口数量为422人。